# Masacre de la harina
La masacre de la harina, fue la matanza de un gran grupo de personas que tuvo lugar la noche del 29 de febrero de 2024 en el trascurso de la guerra de Gaza, en el que más de 112 civiles palestinos murieron (posteriormente aumentadas a 118) y al menos 760 resultaron heridos cuando el ejército de Israel disparó contra una multitud de civiles palestinos mientras intentaban conseguir alimentos de un convoy que trasportaba ayuda humanitaria por la calle Al-Rashid en la rotonda de Al-Nabulsi, al oeste de la ciudad de Gaza. Debido al gran número de heridos, es probable que el número de víctimas mortales aumente, debido a la falta de recursos en los hospitales de Gaza, como sangre y medicinas, lo que ha llevado a una gran reducción en el funcionamiento de los hospitales.
El Ministerio de Salud de Gaza calificó el suceso de masacre atroz y afirmó que 112 personas habían muerto como consecuencia de los disparos del ejército israelí. Por su parte las Fuerzas de Defensa de Israel (FDI) afirmaron que hubo dos incidentes separados, una estampida que mató a «docenas» y un tiroteo israelí en Wadi Gaza contra civiles que se acercaron a un convoy de ayuda pero «no se alejaron» después de que los soldados realizaran disparos de advertencia.
El ejército israelí reconoció que había efectuado «disparos limitados» por parte de soldados israelíes que se sintieron «amenazados», pero un equipo de la ONU que visitó el día después de la tragedia el hospital Al-Shifa en Gaza, donde habían sido trasladados un gran número de heridos, dijo haber visto «un gran número de heridos de bala». Esta afirmación fue corroborada por el director del hospital Al-Awda, quien afirmó que de los 176 heridos evacuados al hospital, 142 tenían heridas de bala. Las investigaciones de Euro-Mediterranean Human Rights Monitor demuestran que decenas de víctimas sufrieron heridas de bala, en lugar de ser atropelladas o aplastadas.
Al Jazeera y la CNN describieron el ataque como parte de un patrón más amplio de ataques israelíes contra personas que buscaban ayuda humanitaria. La masacre ocurrió un día después de que Carl Skau, director ejecutivo adjunto del Programa Mundial de Alimentos, dijera al Consejo de Seguridad de las Naciones Unidas que más de 500 000 personas corrían riesgo de sufrir una hambruna inminente en Gaza.

## Antecedentes

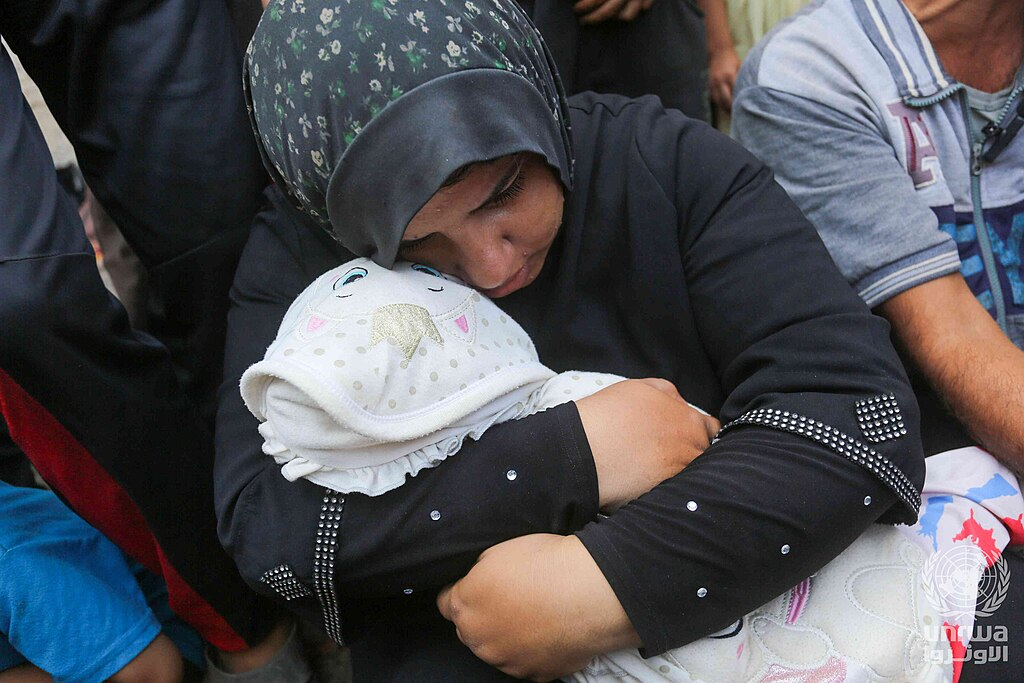
Una madre palestina llora sobre el cadáver de su hija de 4 años, fallecida por desnutrición y falta de tratamiento.

El 7 de octubre, militantes de Hamás en la Franja de Gaza irrumpieron en territorio israelí y mataron a más de 1000 israelíes, civiles y soldados. En respuesta, el 9 de octubre, Israel implementó un bloqueo completo en Gaza, impidiendo la entrada de cualquier ayuda humanitaria. El 18 de octubre, Israel anunció que permitiría la entrega de alimentos, agua y medicinas a una «zona segura» en el oeste de Jan Yunis, en el sur de Gaza, distribuidos por las Naciones Unidas. Se observaron continuos problemas con la entrega de ayuda a Gaza, con acusaciones por parte de Israel de que Hamás estaba acumulando y controlando la distribución de la ayuda —después de que las FDI afirmaron que Hamás estaba robando ayuda humanitaria, David M. Satterfield, un alto enviado de Estados Unidos, afirmó que no había pruebas que respaldaran las afirmaciones de Israel—, números fluctuantes de camiones y paquetes de ayuda, destrucción de vehículos de los convoyes humanitarios por parte de las FDI y civiles y funcionarios israelíes bloqueando la ayuda.
Jan Egeland, del Consejo Noruego para los Refugiados, destacó la preocupación por la escasa cantidad de ayuda que se permite ingresar a Gaza y el caos que podría generar, quien describió una entrega de ayuda que fue saqueada por civiles desesperados debido a la escasa cantidad de ayuda. Israel también enfrentó críticas por crear «anarquía» después de matar a la policía de Gaza responsable de salvaguardar la ayuda humanitaria. El 18 de febrero, el Programa Mundial de Alimentos intentó continuar con las entregas de alimento al norte de la Franja, pero la gente desesperada del sur de Gaza se llevó la mayor parte de los alimentos.
Según un informe de las Naciones Unidas del 27 de febrero, más de medio millón de personas en Gaza están al borde de la hambruna, y el Programa Mundial de Alimentos de las Naciones Unidas advierte de una perspectiva real de hambruna para mayo de 2024. Grupos de ayuda internacional han informado que la gente en el norte de Gaza ya se enfrenta a niveles de hambre cercanos a la hambruna. Los funcionarios médicos han informado que un «número significativo» de niños han muerto debido a la desnutrición, y que los palestinos en la ciudad de Gaza se han visto obligados a comer pasto y alimento para animales para sobrevivir. Durante febrero de 2024, solo 2300 camiones cargados con ayuda humanitaria entraron en la Franja de Gaza, aproximadamente la mitad de los que entraron en enero y muy por debajo de los 500 camiones por día antes de que comenzara la guerra.
Antes de la masacre, hubo múltiples informes de ataques israelíes contra convoyes de ayuda humanitaria y solicitantes de ayuda. El 25 de enero de 2024, el Ministerio de Salud de Gaza informó que un ataque israelí contra varias personas que buscaban ayuda humanitaria había matado a 20 personas y herido a 150. El 5 de febrero de 2024, las fuerzas armadas israelíes abrieron fuego contra un convoy de ayuda humanitaria de las Naciones Unidas, alcanzando a uno de los camiones, lo cual fue confirmado por análisis de imágenes de satélite. Un intercambio de correspondencia entre la ONU e Israel también reveló que antes del tiroteo, ambas partes habían acordado la ruta por la que deberían transitar los convoyes de alimentos. Esto provocó un mayor aislamiento del norte de Gaza, lo que llevó a la ONU a anunciar que: 

Debido al ataque del 5 de febrero, la  Agencia de Naciones Unidas para los Refugiados de Palestina en Oriente Próximo (UNRWA) decidió dejar de enviar convoyes al norte de Gaza. La última vez que la agencia pudo enviar alimentos al norte de Wadi Gaza (...) fue el 23 de enero. Las Naciones Unidas estiman que 300.000 personas siguen viviendo en el norte de Gaza, con muy poca asistencia. Ya se ha identificado desnutrición aguda en el 16,2% de los niños allí, por encima del umbral considerado crítico, según Naciones Unidas.

El 6 de febrero, las fuerzas israelíes abrieron fuego contra personas que esperaban camiones de ayuda alimentaria en la ciudad de Gaza. La Oficina de Naciones Unidas para la Coordinación de Asuntos Humanitarios (OCHA) afirmó que era el quinto informe de soldados israelíes disparando contra personas que esperaban para recibir ayuda humanitaria.
El 20 de febrero, al menos un civil palestino murió mientras esperaba para recibir ayuda humanitaria. Un informe de Al Jazeera del 27 de febrero encontró que las personas que buscaban ayuda se habían enfrentado a ataques «consistentes» por parte de las fuerzas israelíes. El día anterior al ataque, fuentes médicas en la ciudad de Gaza habían informado de que tres personas murieron mientras esperaban ayuda en la calle Al-Rashid. El Ministerio de Salud de Gaza ha informado que el norte de Gaza ya sufre una severa hambruna.
El Coordinador Israelí de Actividades Gubernamentales en los Territorios (COGAT) declaró que los primeros convoyes que transportaban alimentos al norte de Gaza en un mes habían comenzado esa semana, y que 31 camiones que transportaban alimentos habían entrado en el norte de Gaza el día anterior. La ONU no participó en la organización de ese convoy. Hani Mahmoud, un periodista de Gaza, dijo sobre los camiones que habían llegado al norte de Gaza: «Comparado con las necesidades de las 600 000 personas que allí viven, eso no es nada».
Después del tiroteo, el portavoz de las FDI afirmó que habían estado entregando ayuda sin problemas durante los cuatro días previos al incidente, y que Israel no había puesto ningún límite a la cantidad de ayuda que se podía entregar a Gaza. Los trabajadores de ayuda humanitaria, sin embargo, calificaron esta afirmación como «falsa». Israel ha declarado que la ONU tiene la culpa de la falta de entrega de ayuda humanitaria, pero la OCHA ha negado estas afirmaciones. La entrega de ayuda fue realizada por contratistas privados como parte de una operación israelí que, según la OCHA, se realizó sin coordinación con la ONU.

## Masacre
Según un portavoz de las FDI, aproximadamente a las 4 a. m., entre dieciocho y treinta y ocho camiones de ayuda humanitaria que habían sido enviados desde los países vecinos llegaron al norte de Gaza después de pasar por el puesto de control de Kerem Shalom. Alrededor de las 4:30 los camiones comenzaron a viajar a través de un corredor humanitario que las FDI habían asegurado, cuando un gran número de palestinos se apresuró hacia los camiones de ayuda. Associated Press informó que no estaba claro quién había organizado la entrega de ayuda; según la BBC tanques de las FDI habían escoltado a los camiones hasta el lugar de entrega.
Según un periodista local que también fue testigo del caos, una gran multitud se había reunido para esperar a que llegaran las ayudas y los alimentos de los camiones. Según los informes, los conductores de los camiones intentaron escapar de la multitud, pero no pudieron debido a los escombros y la multitud, y accidentalmente chocaron entre sí, lo que aumentó la confusión.
Según un portavoz de las FDI, debido al caos, las tropas y tanques de las FDI estacionados a lo largo y cerca del convoy de ayuda dispararon tiros de advertencia en un intento de dispersar a la multitud que rodeaba los camiones de ayuda. Las FDI luego alegaron que después de que el convoy pudo despejar el área, algunos de los que se habían dirigido al convoy comenzaron a acercarse a las fuerzas y tanques de las FDI. En respuesta, estos abrieron fuego. El vídeo de la multitud difundido por Al Jazeera registra el sonido de los disparos y muestra munición trazadora sobre la multitud desde la posición militar israelí. Citando a testigos, CNN informó que los civiles «invadieron» los camiones de ayuda mientras que «las fuerzas israelíes pronto comenzaron a disparar... Los camiones de ayuda intentaron escapar del área, embistiendo accidentalmente a otros y causando más muertes y lesiones». Los testigos afirmaron que la «estampida» comenzó sólo después de que las fuerzas israelíes abrieron fuego contra las personas que buscaban comida. Al Jazeera informó el 5 de marzo: «los relatos de los miles de palestinos que estaban allí son más claros: las fuerzas israelíes dispararon indiscriminadamente contra la multitud, lo que mató a decenas de personas y provocó una estampida en la que murieron más personas».
El médico de Gaza, Yehia Al Masri, que se encontraba cerca del lugar de la masacre, dijo que escuchó bombardeos y disparos alrededor de las 4 a. m. y salió a una intersección cuando los disparos disminuyeron. Afirmó  haber visto decenas de muertos y heridos tirados en la calle con heridas de bala en la cabeza, el cuello y la ingle, que estaban empapados en harina y sangre.
El periodista Mahmoud Awadeyah, que presenció el incidente, dijo que había mucha «gente buscando algo para comer... Los israelíes dispararon a propósito contra los hombres... estaban tratando de acercarse a los camiones que llevaban la harina... Les dispararon directamente e impidieron que la gente se acercara a los muertos». El periodista de Al-Jazeera, Ismail al-Ghoul, informó que «los tanques israelíes avanzaron y atropellaron a muchos de los cadáveres y heridos». El periodista Khadeer Al Za'anoun, que presenció lo ocurrido, dijo que el caos y la confusión se desencadenaron después de que las fuerzas israelíes abrieran fuego, lo que provocó que las personas fueran golpeadas por los camiones de ayuda. Según Al Za’anoun, «la mayoría de las personas que murieron fueron embestidas por los camiones de ayuda durante el caos y mientras intentaban escapar de los disparos israelíes». Se utilizó un de los camiones de ayuda para transportar a los heridos al hospital Al-Shifa.
Un testigo presencial que resultó herido en el tiroteo, Kamel Abu Nahel, dijo que los soldados israelíes abrieron fuego contra la multitud mientras la gente sacaba alimentos de los camiones, lo que provocó que se dispersaran. Otro superviviente afirmó que francotiradores israelíes dispararon a las personas que se encontraban delante de él y que «apuntaron a sus cabezas, codos y rodillas». Otros supervivientes describieron el ataque como una emboscada y afirmaron que recibieron disparados de drones de ataque, fuerzas navales y vehículos blindados. Un superviviente declaró: «una vez que nos acercamos a los camiones de ayuda, los tanques y aviones de combate israelíes empezaron a dispararnos como si fuera una trampa». Testimonios recogidos por la revista +972 Magazine de palestinos que sobrevivieron a la masacre aseguraban que las fuerzas armadas israelíes abriendo fuego indiscriminadamente contra la multitud. Después de que cesaron los disparos, la gente regresó a los camiones y los soldados abrieron fuego nuevamente.

## Víctimas

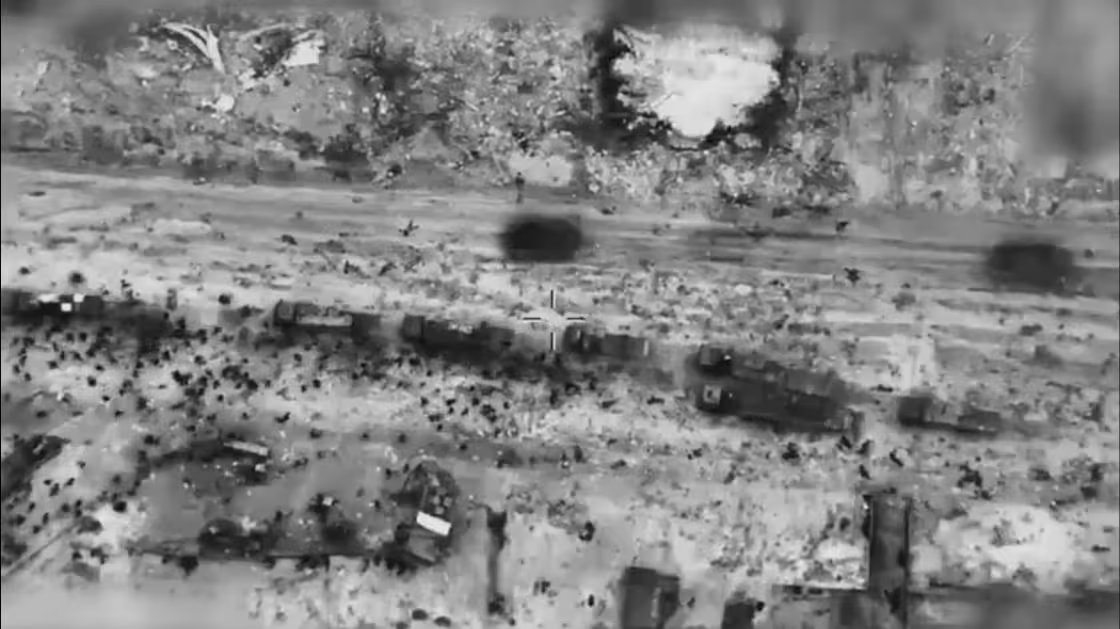
Cadáveres de palestinos durante la masacre de la harina, cerca de camiones de ayuda humanitaria y de los tanques israelíes. Confirmado por NBC News

Los informes iniciales de la masacre afirmaban que cincuenta personas habían muerto. El Ministerio de Asuntos Exteriores palestino confirmó el ataque y dijo que setenta personas murieron y al menos 250 resultaron heridas. Posteriormente, el Ministerio de Salud de Gaza revisó la cifra de muertos a al menos 112 y unas 760 personas heridas. El embajador palestino ante las Naciones Unidas, Riad Mansur, dijo más tarde a los periodistas que el número de muertos había aumentado a 122, pero su declaración no pudo ser verificada.
El hospital Kamal Adwan de la ciudad de Gaza informó haber recibido aproximadamente 100 personas heridas con heridas de bala y los cadáveres de doce personas que habían muerto. El periodista Hussam Shabat informó que todas las víctimas que vio en ese hospital habían sufrido heridas de bala, «incluso en el pecho, la mandíbula y el hombro». El jefe de enfermería del hospital Al-Shifa, Jadallah al-Shafei, describió cómo «el hospital se vio inundado con decenas de cadáveres y cientos de heridos. La mayoría de las víctimas sufrieron disparos y metralla en la cabeza y en la parte superior del cuerpo. Fueron alcanzados por bombardeos directos de artillería, misiles lanzados por drones y disparos de armas de fuego».
El Dr. Mohammed Salha director del Hospital Al-Awda, dijo a los periodistas que 142 de los 176 heridos llevados al hospital tenían heridas de bala y que los treinta y cuatro restantes resultaron heridos en una estampida. Stéphane Dujarric, portavoz del Secretario General de las Naciones Unidas, afirmó que entre los pacientes heridos, «había un gran número de heridos de bala». Comentarios similares fueron hechos por Giorgios Petropoulos, director de la subdelegación en Gaza de la Oficina de Naciones Unidas para la Coordinación de Asuntos Humanitarios (OCHA), que visitó el hospital de Al Shifa; quien declaró a la BBC que excepto un puñado de los entre 70 y 80 pacientes que había visitado en el hospital, todos tenían heridas por impacto de bala. Además añadió en una grabación en X que el hospital de Al Shifa todavía estaba tratando, el día después de la masacre, a más de 200 heridos. «Hemos visto a personas con impactos de bala, hemos visto amputaciones y hemos visto niños de 12 años que resultaron heridos». También habló de un paciente que le dijo que las fuerzas israelíes «dispararon contra la parte más densa de la multitud».
El portavoz del Ministerio de Salud de Gaza dijo que se esperaba que el número de muertos aumentara ya que se informó que decenas de heridos se encontraban en estado crítico o grave. Las lesiones de los pacientes llevados al Hospital Al-Shifa variaban, desde heridas de bala hasta pisoteos y impactos de proyectiles de artillería desde tanques. Al menos 176 de los heridos fueron trasladados al Hospital Al-Awda, donde 142 pacientes fueron tratados por heridas de bala y de metralla de disparos de tanques, y 34 tenían heridas compatibles con una estampida. Un médico del hospital dijo a The Independent que veintisiete de los pacientes necesitaban cirugía urgente, pero la escasez de combustible dificultaba su realización. El director de enfermería del Hospital Kamal Adwan dijo que la mayoría de los heridos llevados al hospital se encontraban en estado crítico y probablemente morirían por problemas de salud y lesiones graves. La Media Luna Roja Palestina afirmó que muchos de los heridos no recibirían tratamiento adecuado debido al colapso del sistema sanitario.
Varios expertos en derechos humanos de la ONU condenaron la masacre y exigieron a Israel que abandone su práctica de «matar de hambre» a los palestinos de la Franja. Según indicaron en un comunicado «Israel lleva matando de hambre a los palestinos de Gaza desde el 8 de octubre y ahora tiene como objetivo a los civiles que buscan ayuda humanitaria y los convoyes que la transportan». Entre los firmantes del documento se encuentran los relatores de la ONU para los Territorios Palestinos (Francesca Albanese), sobre el derecho a la alimentación (Michael Fakhri) y el derecho al agua (Pedro Arrojo). Por su parte Human Rights Watch afirmó que el ataque era parte de un «patrón de décadas» en el que Israel utiliza «fuerza ilegal y excesiva contra los palestinos».

## Ataques posteriores
El 3 de marzo de 2024, al menos nueve personas murieron y muchas otras resultaron heridas en un ataque israelí contra un camión de ayuda humanitaria en Deir al-Balah. Ese mismo día, se informó de «decenas de víctimas» en otro ataque contra un convoy de ayuda alimentaria en la rotonda de Kuwait en el sur de la ciudad de Gaza.
El 13 de marzo, al menos nueve solicitantes de ayuda fueron heridos a tiros por tropas israelíes en la rotonda de Kuwait. El 14 de marzo de 2024, al menos 20 personas murieron y 150 resultaron heridas después de que varios helicópteros y tanques israelíes dispararan contra una multitud de civiles palestinos durante una entrega de ayuda en la rotonda de Kuwait en la ciudad de Gaza. según informó el Ministerio de Salud gazatí, un total de veinte cuerpos sin vida llegaron al Hospital Al-Shifa, el mayor de la Franja, aunque considera que el número de muertos podría aumentar «debido a la gravedad de los heridos». Estos heridos «yacen en el suelo del complejo» y «los equipos médicos no pueden hacer frente al volumen y tipo de lesiones que llegan a los hospitales del norte de Gaza debido a la débil capacidad médica y humana».
El 20 de marzo, un ataque israelí durante la madrugada mató a 24 personas que se habían congregado en la redonda Kuwait de la capital gazatí para facilitar una entrega de ayuda humanitaria; el ataque también destruyó varios camiones de ayuda presentes en el lugar. El 23 de marzo de 2024, tropas israelíes volvieron a disparar contra una multitud de palestinos que esperaban ayuda en la rotonda de Kuwait, matando al menos a diecinueve e hiriendo a otros veintitrés en lo que la oficina de medios de Gaza calificó de «masacre».

## Investigación

### Internacional
El mismo día del ataque, Amnistía Internacional anunció que iba a iniciar una investigación, afirmando que «está investigando esto como parte de su documentación en curso de violaciones de los derechos humanos contra civiles palestinos».  Varios días después del ataque, un alto asesor de respuesta a crisis de Amnistía declaró: «Existen pruebas concretas que contradicen cualquier de las declaración hecha por las autoridades israelíes».
El ministro de Asuntos Exteriores francés, Stéphane Séjourné, declaró: «exigiremos explicaciones y será necesario que haya una investigación independiente».  El Servicio Europeo de Acción Exterior afirmó que muchos de los muertos y heridos fueron «alcanzados por fuego del ejército israelí» y pidió una investigación independiente. El alto representante de la Unión para Asuntos Exteriores y Política de Seguridad, Josep Borrell, pidió una «investigación internacional imparcial sobre este trágico suceso» y afirmó que «la responsabilidad de este incidente recae en las restricciones impuestas por el Ejército israelí». El secretario general de la ONU, António Guterres, sugirió que se necesitaba una investigación independiente.

### Israel
Las Fuerzas de Defensa de Israel atribuyeron el enorme número de víctimas al caos y las estampidas provocadas por la llegada de camiones de ayuda al norte de Gaza, que ocasionaron numerosos heridos.
Según un portavoz de las FDI, el ejército no disparó contra la multitud que se encontraba a la cabeza del convoy de ayuda principal, sino a la cola del convoy, cientos de metros al sur. Los describió como corriendo hacia los camiones y luego acercándose a las tropas israelíes y a un tanque que aseguraba la carretera. Un oficial de la zona ordenó a los soldados disparar tiros de advertencia al aire y a las piernas de quienes seguían avanzando hacia el puesto de control. Las FDI dijeron que menos de diez de las muertes se debieron directamente al fuego israelí. Un vídeo de un dron publicado por las FDI mostraba a miles de personas rodeando los camiones de ayuda cuando estos llegaban a Al-Rashid, según un comunicado de las FDI algunos estaban saqueando equipos. Se vieron camiones intentando abrirse paso entre la multitud. Las FDI atribuyeron la mayoría de las víctimas a las estampidas y los atropellos provocados por los camiones de ayuda.
Según The New York Times el video utilizado como prueba por las FDI, «que no incluye audio, fue editado por el ejército israelí con múltiples clips empalmados, omitiendo un momento clave antes de que muchos en la multitud comiencen a huir de los camiones, con algunas personas arrastrándose detrás de las paredes, pareciendo ponerse a cubierto». Tras una pausa, el vídeo muestra que «al menos una docena de cuerpos son visibles en el suelo en el lugar de los hechos», entre los que se incluyen camiones de ayuda y dos vehículos militares israelíes. De acuerdo con la BBC el vídeo fue editado en cuatro secciones: las dos primeras muestran a personas rodeando camiones justo al sur de la rotonda de Nabulsi y las dos segundas más al sur, que muestran figuras inmóviles tendidas en el suelo. La BBC ha solicitado el metraje completo algo a lo que se ha negado el ejército israelí.
El portavoz de las FDI, el contraalmirante Daniel Hagari, afirmó que estaban llevando a cabo una investigación exhaustiva y que próximamente presentan las conclusiones, y que la «afirmación de que atacamos intencionalmente el convoy y dañamos intencionalmente a las personas no tiene fundamento».

### Organizaciones de derechos humanos
Tres organizaciones, el Centro Palestino de Derechos Humanos (PCHR), Al Mezan y Al-Haq, emitieron una declaración conjunta condenando la «masacre de la harina» en la calle Al-Rashid. Resumiendo sus conclusiones basadas en entrevistas, grabaciones de video y contacto con el personal médico, afirmaron:

Según la información inicial obtenida por nuestros investigadores de campo, el 29 de febrero de 2024, aproximadamente a las 4:30 a.m. tanques y francotiradores israelíes estacionados al suroeste de la ciudad de Gaza abrieron fuego intenso contra miles de civiles palestinos que esperaban desesperadamente durante horas que llegaran los convoyes de ayuda. El intenso tiroteo por parte de las FDI, que continuó durante aproximadamente una hora y media, coincidió con la llegada de camiones de ayuda cerca de la rotonda de Al-Nabulsi en la calle Al-Rashid, después de que ingresaron por un puesto de control israelí. Decenas de personas subieron a los camiones para llevarse bolsas de harina y paquetes de comida enlatada. Los continuos disparos provocaron posteriormente más heridos y obstaculizaron la pronta llegada de ambulancias y equipos de rescate, impidiendo el traslado y tratamiento adecuado de las víctimas.

Las investigaciones preliminares realizadas por la ONG independiente sin ánimo de lucro, Euro-Mediterranean Human Rights Monitor, confirman la plena participación de Israel en el crimen. En una conferencia de prensa que tuvo lugar en el Hospital Al-Shifa en Gaza, la organización afirmó que su equipo de campo, que estaba presente en el momento del incidente, documentó tanques israelíes disparando intensamente contra civiles palestinos mientras intentaban recibir ayuda humanitaria. Según sus hallazgos decenas de víctimas sufrieron heridas de bala, en lugar de ser atropelladas o aplastadas, al contrario de lo que afirmó el portavoz del ejército israelí. Además, destacó varias pruebas que según dijeron confirman la participación del ejército israelí en la masacre:

El primero de ellos son las señales de heridas en los cuerpos de los muertos y heridos. La segunda prueba son las imágenes difundidas por el propio ejército israelí, que incluyen evidencias audibles de disparos provenientes de tanques israelíes posicionados cerca de la costa, además del vídeo aéreo publicado por el ejército israelí, que está intencionalmente fragmentado y distorsionado. Sin embargo, en el minuto 1:06, el vídeo indica la existencia de al menos dos tanques israelíes, así como múltiples cadáveres, en el camino de los tanques y no de los camiones de ayuda. También señaló el distintivo sonido de las balas, que es audible en las imágenes difundidas en el momento del tiroteo, y las identificó como provenientes de un arma automática utilizada por el ejército israelí con balas 5,56.

La investigación del Euro-Med Human Rights Monitor también encontró que muchas balas de «una muestra de 200 muertos y heridos», así como las encontradas en el lugar de la masacre, eran balas de la OTAN de 5,56 x 45 mm, que el ejército israelí utiliza en sus rifles de asalto y ametralladoras.

### Investigación de la CNN
La cadena estadounidense CNN publicó un informe sobre la Masacre de la Harina, en el que arroja serias dudas sobre la versión israelí de los hechos.
La investigación de CNN recopiló decenas de testimonios y videos de varios testigos presenciales, incluidos algunos que habían viajado desde otras partes de la Franja para llevar algo de comer a sus familias. Cuando el convoy de ayuda pasó por un puesto de control israelí, los supervivientes dijeron que las fuerzas israelíes comenzaron a abrir fuego contra la multitud que se había reunido para llegar a la ayuda. Varias personas dijeron que si no hubieran muerto a causa de las balas, habrían muerto de hambre.
La narrativa de Israel decía que el convoy de ayuda comenzó a cruzar hacia la parte norte de la Franja de Gaza escoltado por sus tanques a las 4:29 a. m., y que un minuto después, las tropas israelíes dispararon «tiros de advertencia» hacia el este para dispersar a las multitudes y posteriormente dispararon contra los que describió como «sospechosos»» que, según afirmaban, representaban una amenaza. El ejército israelí dijo que disparó más tiros de advertencia a las 4:45 a. m.
La evidencia recopilada por CNN fue revisada por expertos forenses, quienes indicaron que los disparos automáticos comenzaron siete minutos antes de la afirmación del ejército israelí de que el convoy había comenzado a cruzar su puesto de control a las 4:29 a. m., y que los disparos se realizaron a corta distancia de la multitud. CNN señaló que las imágenes del dron de visión nocturna del ejército israelí que se publicaron muestran una visión clara de las multitudes, pero omiten el momento que captura lo que provocó que la multitud se dispersara. Israel había rechazado las solicitudes de CNN de obtener el metraje completo sin editar.
El jefe de la suboficina de coordinación humanitaria de la ONU en la Franja de Gaza, Georgios Petropoulos, estimó que había visto al menos a 200 personas recibir tratamiento por heridas, incluido un número no especificado por heridas de bala. Los vídeos y fotografías publicados después mostraban cajas de alimentos de ayuda esparcidas por el suelo y salpicadas de sangre.

## Reacciones

### Palestina
El presidente palestino, Mahmud Abás, calificó lo ocurrido como una «atroz masacre» perpetrada por el «ejército de ocupación israelí». La Autoridad Nacional Palestina condenó el ataque, diciendo que los civiles simplemente estaban tratando de conseguir alimentos y suministros muy necesarios y que las FDI abrieron fuego matando a ciudadanos inocentes e hiriendo a cientos. El Ministerio de Salud de Gaza dijo que «El ataque fue premeditado e intencionado, en el contexto del genocidio y la limpieza étnica del pueblo de la Franja de Gaza. El ejército de ocupación sabía que estas víctimas habían llegado a esta zona para obtener alimentos y ayuda, pero las mató a sangre fría» y pidió a la comunidad internacional que intervenga para lograr un alto el fuego «como única forma de proteger a los civiles». Tras el suceso, Hamás amenazó con detener las negociaciones que se están llevando a cabo para liberar a los rehenes.
Husam Zomlot, embajador de Palestina en el Reino Unido, pidió a la Corte Penal Internacional que actúe, afirmando que «callar es cómplice». Mustafa Barghouti, secretario general de la Iniciativa Nacional Palestina, criticó a los gobiernos occidentales por ser «cómplices de estos crímenes y permitir que sucedan».

### Israel
El ministro de Seguridad Nacional israelí, Itamar Ben-Gvir, elogió al ejército israelí diciendo: «Debemos brindar apoyo total a nuestros heroicos combatientes que operan en Gaza, quienes actuaron de manera excelente contra una turba de Gaza que intentó dañarlos». Posteriormente afirmó que la masacre era «otra razón por la que debemos detener la entrega de ayuda» ya que, aseguró, «pone en peligro» la vida de los soldados. Eylon Levy, un portavoz israelí desde Londres declaró: «Mi corazón está con los civiles que fueron pisoteados en una estampida».
En una rueda de prensa, el primer ministro de Israel, Benjamín Netanyahu, mantuvo el discurso militar contra Hamás como supuesta justificación de las masacres. Describió que la campaña diplomática de Israel está «diseñada para proporcionar a la campaña militar el tiempo y los recursos necesarios para lograr este objetivo [destruir a Hamás], hasta que se logre la victoria total».

### Internacional
- Alemania: la ministra de Asuntos Exteriores Annalena Baerbock escribió: «los informes procedentes de Gaza me sorprenden. El ejército israelí debe explicar plenamente cómo pudo haber ocurrido el pánico masivo y los tiroteos».[31]

- Arabia Saudita: dijo que rechazaba las violaciones del derecho humanitario por parte de cualquier parte, bajo cualquier circunstancia.[116]

- Argelia presentó un comunicado de condena al ataque israelí. El representante permanente palestino ante la ONU, Riad Mansur, indicó que catorce de los quince miembros del Consejo de Seguridad, respaldaron el comunicado, con la excepción de Estados Unidos que utilizó su derecho a veto. El representante adjunto estadounidense, Robert Wood, justificó su rechazo a la condena en que Washington «no cuenta con todos los hechos sobre el terreno».[117]

- Bélgica: la vice primera ministra, Petra De Sutter, dijo que estaba horrorizada por la noticia de la masacre.[116]

- Brasil: el Ministerio de Exteriores de Brasil arremetió con dureza contra las autoridades de Israel y denunció que la operación militar israelí «no tiene límites éticos ni legales». Además añadió que lo ocurrido es una muestra de la «desesperada situación a la que está sometida la población civil» así como «las dificultades para obtener alimentos».[118] Así mismo, en una nota de prensa el Gobierno brasileño «recuerda la implementación obligatoria de las medidas cautelares dictadas por la Corte Internacional de Justicia, el 26 de enero, que exigen a Israel tomar todas las medidas a su alcance para impedir la práctica de todos los actos considerados genocidio, de conformidad con el artículo II de la la Convención para la Prevención, la Represión y la Sanción del Delito de Genocidio».[119]

- Canadá: la ministra de Asuntos Exteriores canadiense, Mélanie Joly, calificó la masacre como una «pesadilla» y pidió el fin de los combates.[120]

- Catar: el Ministerio de Asuntos Exteriores de Catar emitió un comunicado que decía: «Catar condena en los términos más enérgicos la atroz masacre cometida por la ocupación israelí contra civiles indefensos que esperaban que llegara ayuda humanitaria a Gaza».[121]

- Colombia: el presidente del país, Gustavo Petro, anunció que su país dejaría de importar armas israelíes después de la masacre y calificó el trato israelí a los palestinos como un genocidio.[122] y también hizo una declaración, diciendo: «pidiendo comida, Netanyahu mató a más de 100 palestinos. Esto se llama genocidio y recuerda el Holocausto. El mundo debe bloquear a Netanyahu».[123]

- China: la portavoz del Ministerio de Exteriores, Mao Ning, afirmó que «está impactada por este incidente y lo condena firmemente». Además solicitó a «todas las partes relevantes, especialmente Israel, que cesen el fuego y la guerra, protejan de forma efectiva a los civiles, garanticen el acceso a la ayuda humanitaria y eviten un desastre humanitario aún más grave».[124]

- Egipto: condenó los ataques de las fuerzas israelíes contra palestinos que esperaban ayuda..[116]

- Emiratos Árabes Unidos: el Ministerio de Asuntos Exteriores declaró que «condena enérgicamente el ataque de las fuerzas de ocupación israelíes contra una reunión de miles de residentes palestinos de la Franja de Gaza».[31]

- España: el ministro de Asuntos Exteriores, José Manuel Albares, calificó el ataque de Israel de «inaceptable» y reiteró la posición española sobre la necesidad de un alto el fuego. Asimismo, pidió que la ayuda humanitaria entre «sin obstáculos» y recordó que «el cumplimiento del Derecho Internacional Humanitario es obligatorio».[125]

- Estados Unidos: el Departamento de Estado de los Estados Unidos expresó sus condolencias por las personas que murieron o resultaron heridas, y el portavoz Matthew Miller dijo que estaban en contacto con el gobierno israelí y lo presionaron para obtener respuestas.[53] El presidente Joe Biden dijo a los periodistas que su administración estaba verificando dos versiones contrapuestas del incidente y agregó que el evento complicaría las conversaciones de alto el fuego.[126] En llamadas separadas el mismo día con el presidente egipcio Abdelfatah El-Sisi y el jeque catarí Tamim bin Hamad Al Thani, Biden discutió lo que se describió como el «incidente trágico y alarmante» en la ciudad de Gaza.[127][128]

- Francia: dijo que los soldados israelíes disparando contra civiles que intentaban acceder a alimentos era injustificable.[129] El presidente, Emmanuel Macron, declaró: «profunda indignación por las imágenes provenientes de Gaza donde los civiles han sido atacados por soldados israelíes».[31]

- Jordania: el Ministerio de Asuntos Exteriores también emitió un comunicado condenando el ataque: «condenamos el brutal ataque de las fuerzas de ocupación israelíes contra la reunión de palestinos que esperaban ayuda en la rotonda de Nabulsi, cerca de la calle Al-Rashid en Gaza».[116]

- Líbano: el Ministerio de Asuntos Exteriores y Emigrantes dijo que el incidente cayó «dentro del marco de la política de inanición masiva y exterminio del pueblo palestino, que los lleva a la desesperación y añade leña al fuego».[130]

- Liga Árabe: el Secretario General de la Liga Árabe, Ahmed Aboul Gheit, condenó la masacre cometida por las fuerzas de ocupación israelíes.[131]

- Sudáfrica: El Departamento de Relaciones Internacionales y Cooperación sudafricano declaró: «Sudáfrica condena la masacre de 112 palestinos y las lesiones sufridas por cientos más mientras buscaban ayuda para salvar vidas. Esta última atrocidad es otra violación del derecho internacional y viola las órdenes provisionales vinculantes de la Corte Internacional de Justicia».[132]

- Turquía: el Ministerio de Asuntos Exteriores calificó el ataque de crimen contra la humanidad y de «prueba de la intención de Israel de destruir a toda la población palestina».[133]

- Omán: el Ministerio de Asuntos Exteriores calificó el ataque de violación del derecho internacional y de «continuación de la política de exterminio».[134]

- Unión Africana: el presidente de la organización, Moussa Faki, responsabilizó directamente a Israel de perpetrar una «matanza de palestinos» y pidió una «investigación internacional sobre este incidente para que sus responsables rindan cuentas ante la justicia». El presidente reiteró «el llamamiento de la Unión Africana a un alto el fuego inmediato e incondicional en la Palestina ocupada para detener el actual y creciente ataque del Estado de Israel contra las vidas y los medios de supervivencia del pueblo palestino».[135]

- Unión Europea: Josep Borrell, Alto representante de la Unión para Asuntos Exteriores y Política de Seguridad, dijo que el hecho de que Israel privara de alimentos a los palestinos era una grave violación del derecho internacional humanitario y afirmó: «Estas muertes son totalmente inaceptables».[136] La presidenta de la Comisión Europea, Ursula von der Leyen, afirmó sentirse «profundamente consternada por las imágenes de Gaza. Hay que hacer todo lo posible para investigar lo sucedido y garantizar la transparencia», aunque en ningún momento mencionó a Israel y no se refirió explícitamente al centenar de civiles muertos.[137]

- Irán: las autoridades describieron lo sucedido como un «ataque bárbaro del régimen sionista».[138]

- Italia: el ministro de Asuntos Exteriores, Antonio Tajani, declaró: «las trágicas muertes en Gaza exigen un alto el fuego inmediato... Instamos encarecidamente a Israel a proteger al pueblo de Gaza y a determinar rigurosamente los hechos y las responsabilidades».[139] la primera ministra Giorgia Meloni expresó «profunda consternación y preocupación» por lo sucedido.[140]

- Yemen: dijo que las muertes equivalen a «crímenes de guerra y el castigo colectivo de personas inocentes».[141]

### Organizaciones internacionales
El secretario general de las Naciones Unidas, António Guterres, condenó el incidente y dijo que los ciudadanos desesperados de Gaza necesitan ayuda urgente, incluidos los del norte, donde la ONU no ha podido proporcionar ayuda durante más de una semana. Médicos Sin Fronteras emitió una declaración en la que afirmaban que: «consideramos a Israel responsable de la situación de extrema privación y desesperación que prevalece en Gaza, particularmente en el norte, que ha conducido a los trágicos acontecimientos de hoy». En el mismo comunicado también afirmaban que «el norte lleva meses sin recibir ayuda, lo que ha dejado a la población atrapada y sin otra opción que intentar sobrevivir con cantidades mínimas de alimentos, agua y suministros médicos. Barrios enteros han sido bombardeados y destruidos».
La Organización no gubernamental, Mercy Corps, criticó la «denegación deliberada de acceso humanitario a la ciudad de Gaza» y expresó su «horror por la pérdida innecesaria de vidas en Gaza, ya que, según informes, al menos cien personas murieron y muchas más resultan heridas en una distribución de alimentos en la ciudad de Gaza». Catherine M. Russell, directora ejecutiva de Unicef, afirmó estar «horrorizada» y pidió «un acceso seguro a la ayuda humanitaria».
En una declaración, Refugees International pidió una investigación independiente y declaró: «No hay nada que pueda justificar la matanza de civiles desesperados por recibir ayuda para salvar vidas para sus familias». Martin Griffiths, el coordinador de ayuda humanitaria de la ONU, declaró que estaba consternado por el ataque y dijo: «la vida se está escapando de Gaza a una velocidad aterradora». Un representante de la Sociedad Palestina de Ayuda Médica afirmó: «Esta situación ocurre todos los días, no es la primera vez».
Dennis Francis, presidente de la Asamblea General de la ONU, declaró que estaba «conmocionado y horrorizado por la muerte y heridas de cientos de personas durante el reparto de suministros de alimentos». En una declaración, un grupo de relatores especiales de la ONU calificó el ataque de masacre y afirmó: «Israel debe poner fin a su campaña de hambruna y ataques contra civiles». Human Rights Watch afirmó que el ataque era parte de un «patrón de décadas» en el que Israel utiliza «fuerza excesiva e ilegal contra los palestinos».